# Cosmosoma bolivarensis
Cosmosoma bolivarensis är en fjärilsart som beskrevs av Klages 1906. Cosmosoma bolivarensis ingår i släktet Cosmosoma och familjen björnspinnare. Inga underarter finns listade i Catalogue of Life.